# Elisabetta d'Assia-Darmstadt
Elizaveta Fëdorovna (in tedesco: Elisabeth Alexandra Louise Alix) (Darmstadt, 1º novembre 1864 – Alapaevsk, 18 luglio 1918) è stata una nobile e religiosa tedesca.
Moglie del granduca Sergej Aleksandrovič Romanov, il quinto figlio dello zar Alessandro II di Russia e di Maria Aleksandrovna (da nubile principessa Maria Massimiliana d'Assia-Darmstadt), Elizaveta era anche sorella maggiore di Aleksandra Fëdorovna, l'ultima imperatrice di Russia.

## Biografia

### Infanzia

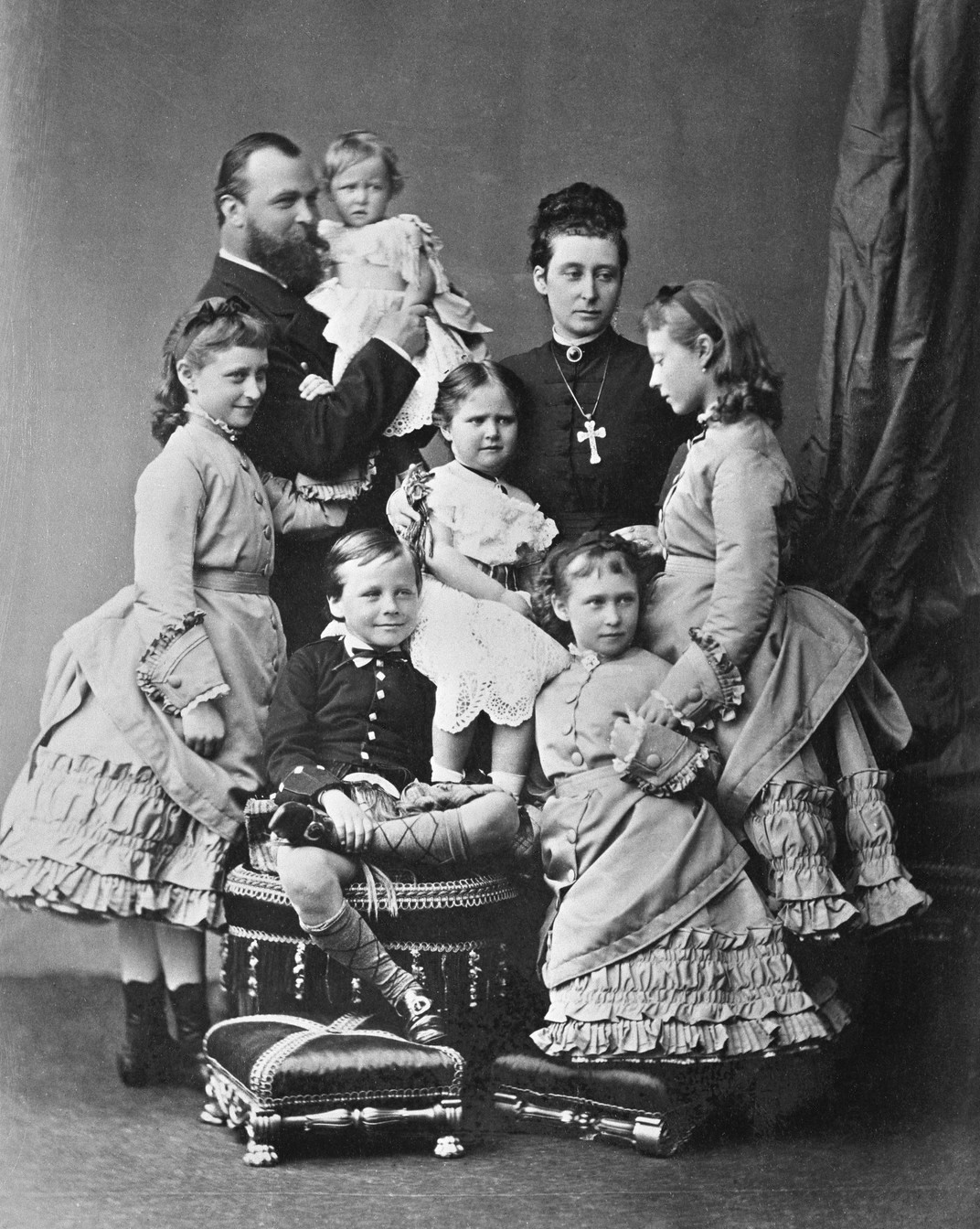
La famiglia granducale nel 18768

Elisabetta nacque il 1º novembre 1864, figlia secondogenita di Luigi IV, Granduca d'Assia e del Reno e della principessa Alice di Gran Bretagna, figlia della regina Vittoria. 
Le fu dato il nome di Elisabeth Alexandra Luise Alix: "Elisabeth" sia in onore di Santa Elisabetta d'Ungheria (membro della casa d'Assia) che della nonna paterna, la principessa Elisabetta di Prussia, e "Luise" e "Alix" in onore dei suoi genitori. Elisabetta in famiglia veniva chiamata "Ella".
Anche se proveniva da una dei casati più antichi e nobili della Germania, Elisabetta e la sua famiglia vissero una vita piuttosto modesta per gli standard reali. I bambini pulivano i pavimenti e le loro stanze, mentre la madre cuciva i vestiti per se stessa e per i bambini. Durante la guerra austro-prussiana, la principessa Alice spesso portava con sé Elisabetta, durante le visite ai soldati feriti, in un vicino ospedale. In questo ambiente relativamente felice e sicuro, Elisabetta crebbe nelle abitudini nazionali inglesi e l'inglese divenne la sua prima lingua. Più tardi nella vita, avrebbe detto a un amico che, all'interno della sua famiglia, lei e i suoi fratelli parlavano inglese con la madre e tedesco con il padre.
Nell'autunno del 1878 un'epidemia di difterite sconvolse la casa d'Assia, uccidendo la sorella minore di Elisabetta, Maria, il 16 novembre e sua madre Alice il 14 dicembre. Elisabetta, che era stata mandata a casa della nonna paterna all'inizio dell'epidemia, fu l'unico membro della sua famiglia a non ammalarsi. Quando le fu finalmente permesso di tornare a casa, descrisse l'incontro come "terribilmente triste" e disse che tutto era "come un sogno orribile".

### Ammiratori e corteggiatori
Affascinante e con una personalità molto accomodante, Elisabetta è stata considerata da molti storici e contemporanei una delle più belle donne in Europa a quel tempo. In gioventù attirò l'attenzione di un suo cugino, il futuro imperatore tedesco Guglielmo II, che all'epoca era uno studente dell'Università di Bonn e nei fine settimana andava a visitare la sua zia Alice e i suoi parenti dell'Assia. Durante queste frequenti visiterà si infatuò di Elisabetta, inviandole numerose poesie d'amore, ma Elisabetta non era attratta da lui. Lo rifiutò gentilmente e questo suo rifiuto fece abbandonare gli studi a Guglielmo, che ritornò in Prussia.
Oltre a Guglielmo II, Elisabetta ebbe6 molti altri ammiratori, tra i quali Lord Charles Montagu, secondo figlio di William Montagu, VII duca di Manchester, e Henry Wilson.
Un altro pretendente fu il futuro Federico II di Baden. La regina Vittoria lo descrisse come "così buono e stabile", con "una posizione sicura e felice", che quando Elisabetta lo rifiutò, la regina fu "profondamente colpita". La nonna di Federico, l'imperatrice Augusta, era così furiosa per il rifiuto di Elisabetta che le ci volle del tempo per perdonarla.
Altri ammiratori furono:
- il granduca Konstantin Konstantinovič Romanov;
- il principe Felix Yussupov, che la considerava una seconda madre, e dichiarò nelle sue memorie che lei lo aveva aiutato molto durante i momenti più difficili della sua vita;
- la regina Maria di Romania;
- l'ambasciatore francese alla corte russa, Maurice Paleologue.

### Matrimonio

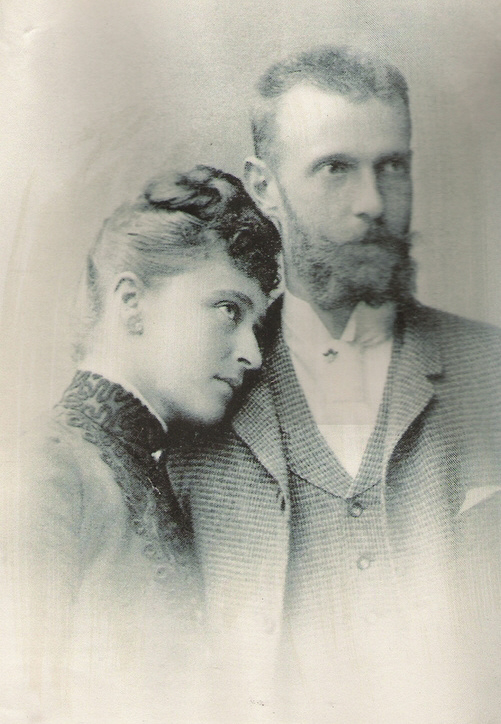
Sergej e Elisabetta

Ma fu un granduca russo che alla fine vinse il cuore di Elisabetta. La prozia di Elisabetta, l'imperatrice Maria Alexandrovna di Russia, era spesso in visita in Assia. Durante queste visite era di solito accompagnata dai suoi figli più piccoli, Sergej e Pavel. Elisabetta li conosceva fin da quando erano bambini e, inizialmente, li vedeva come altezzosi e riservati. Sergej, in particolare, era un giovane molto serio e religioso, che fu attratto da Elisabetta dopo averla vista per la prima volta molti anni prima.
In un primo momento, Sergej fece poca impressione su Elisabetta. Ma dopo la morte di entrambi i genitori di Sergej, lo shock della sua perdita fece in modo che Elisabetta lo vedesse "sotto una nuova luce". Si diceva che Sergej era particolarmente attaccato a Elisabetta perché lei aveva lo stesso carattere della sua amata madre. Così, quando Sergej si dichiarò per la seconda volta, lei accettò, con grande dispiacere di sua nonna, la regina Vittoria.
Le nozze vennero celebrate il 15 giugno 1884 presso la cappella del Palazzo d'Inverno a San Pietroburgo. Elisabetta divenne la granduchessa Elizaveta Feodorovna. In occasione del loro matrimonio, lo zarevic Nicola vide per la prima volta la sua futura moglie, sorella minore di Elisabetta, la principessa Alix.

### Granduchessa di Russia

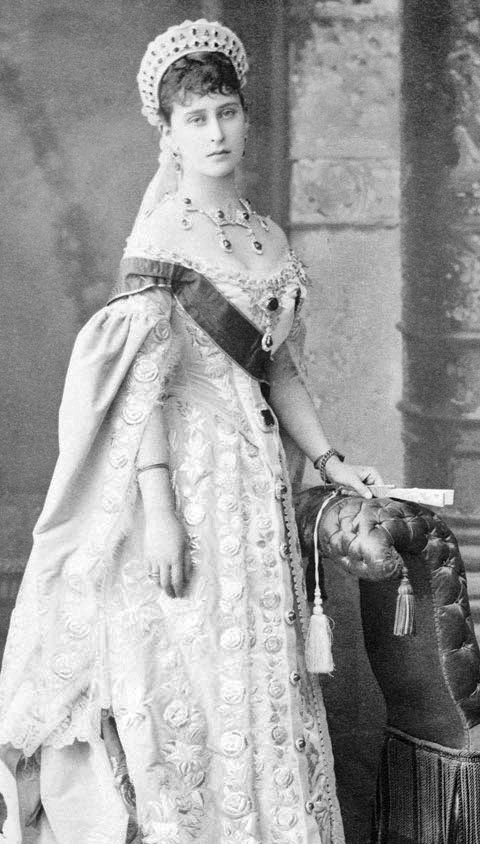
Elisabetta Feodorovna in una fotografia d'epoca

La nuova granduchessa fece una prima buona impressione sulla famiglia del marito e sul popolo russo. "Tutti si innamorarono di lei dal momento in cui è venuta in Russia dalla sua amata Darmstadt", scrisse uno dei cugini di Sergej. La coppia si stabilì nel palazzo Beloselsky-Belozersky a San Pietroburgo; poi, nel 1892, Sergej fu nominato governatore generale di Mosca da suo fratello maggiore, lo zar Alessandro III, e la coppia andò a risiedere in uno dei palazzi del Cremlino. Durante l'estate andavano a Il'yinskoe, una tenuta fuori Mosca che Sergej che aveva ereditato da sua madre.
La coppia non ebbe figli. Insieme al marito adottò e crebbe i granduchi Maria Pavlovna e Dmitrij Pavlovič, a seguito della scomparsa della loro madre Alexandra Georgievna, morta nel mettere al mondo quest'ultimo, e del secondo matrimonio del loro padre, giudicato scandaloso dalla corte.
Il 18 febbraio 1905 Sergej fu assassinato nel Cremlino dal socialista-rivoluzionario, Ivan Platonovič Kaljaev. L'evento fu uno shock terribile per Elisabetta. La nipote Maria ricordò che il volto di sua zia era "pallido e impietrito" e non avrebbe mai dimenticato la sua espressione di tristezza infinita. Il giorno dell'omicidio del marito, Elisabetta si rifiutò di piangere. Ma Maria ricordò come la zia lentamente si abbandonò ai singhiozzi. Molti della sua famiglia e gli amici temevano che avrebbe avuto un esaurimento nervoso, ma ella recuperò rapidamente la sua equanimità. In seguito Kaljaev venne condannato e impiccato il 23 maggio 1905.

### Vita religiosa

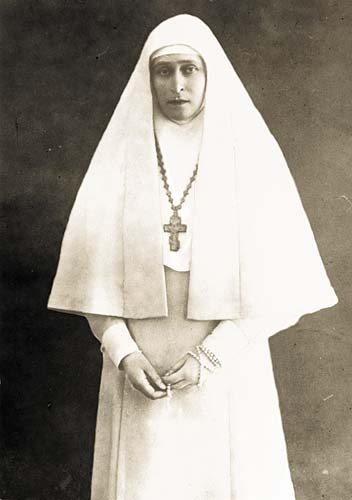
La granduchessa Elisabetta Fëdorovna in abito monastico dopo la morte del marito

Dopo l'assassinio del marito, Elisabetta indossò il lutto e divenne vegetariana. Nel 1909 vendette la sua magnifica collezione di gioielli ed altri beni di lusso; anche il suo anello di nozze non venne risparmiato. Con il ricavato aprì il Convento delle Sante Marta e Maria e ne divenne la badessa.
In seguito aprì un ospedale, una cappella, una farmacia e un orfanotrofio sul suo terreno. Elisabetta e le sue sorelle lavorarono instancabilmente tra i poveri e gli ammalati di Mosca. Visitava spesso i bassifondi di Mosca e faceva tutto il possibile per contribuire ad alleviare le sofferenze dei poveri.
Per molti anni l'istituzione di Elisabetta aiutò i poveri e gli orfani a Mosca, promuovendo la preghiera e la carità delle donne devote.
Nel 1916 Elisabetta ebbe il suo ultimo incontro con la sorella, la zarina Alessandra, a Carskoe Selo. Durante quell'incontro privato, l'istitutore e i figli dello zar ricordarono che durante la discussione Elisabetta espresse le sue preoccupazioni per l'influenza che Rasputin aveva su Alessandra e sulla corte imperiale e la pregò di ascoltare gli avvertimenti suoi e degli altri membri della famiglia imperiale.
Nel 2010 uno storico affermò che Elisabetta poteva essere consapevole che l'omicidio di Rasputin avrebbe avuto luogo e, in secondo luogo, sapeva chi avrebbe commesso quel particolare omicidio quando scrisse una lettera e la mandò allo zar e due telegrammi al granduca Dmitrij Pavlovič e a Zinaida Jusupova, la sua amica. I telegrammi, scritti la notte dell'omicidio, rivelano che la granduchessa era a conoscenza di chi fossero gli assassini prima che le informazioni fossero rese pubbliche e dichiarò di ritenere che l'omicidio fosse un "atto patriottico."

### Morte

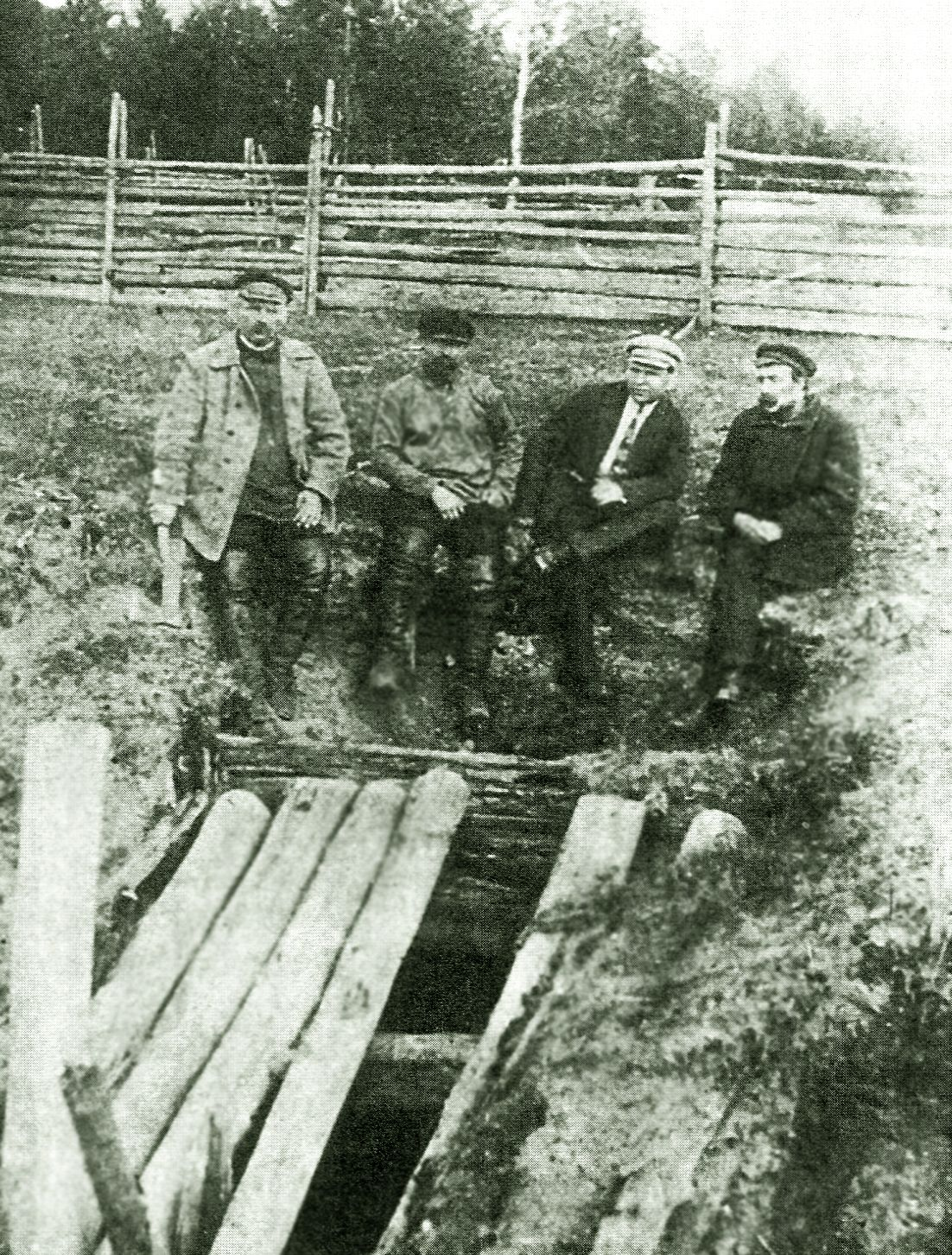
Il pozzo minerario a Siniachikha dove Elisabetta e la sua famiglia furono assassinati

Nel 1918 Vladimir Lenin ordinò alla Čeka di arrestare Elisabetta. Fu quindi esiliata prima a Perm', poi ad Ekaterinburg, dove trascorse alcuni giorni e si unì ad altri prigionieri: il granduca Sergej Michajlovič, i principi Ivan Konstantinovič, Konstantin Konstantinovič, Igor' Konstantinovič e Vladimir Pavlovič Palej, Fyodor Remez, segretario personale del granduca Sergio, e Varvara Jakovleva, una suora del convento di Mosca della granduchessa. Furono tutti portati ad Alapaevsk il 20 maggio 1918, dove furono ospitati nella Scuola Napolnaya alla periferia della città.
A mezzogiorno del 17 luglio, l'ufficiale della Čeka Pyotr Startsev ed alcuni lavoratori bolscevichi si recarono nella scuola, prelevarono dai prigionieri tutto il denaro in loro possesso ed annunciarono loro che sarebbero stati trasferiti quella notte nel complesso della fabbrica dell'Upper Siniachikhensky. Alle guardie dell'Armata Rossa fu detto di andarsene e gli uomini della Čeka le sostituirono. Quella notte i prigionieri furono svegliati e condotti su carri lungo una strada che portava al villaggio di Siniachikha, circa 18 chilometri da Alapaevsk, dove sorgeva una miniera di ferro abbandonata con una fossa profonda 20 metri. Giunti sul luogo, gli uomini della Čeka bastonarono tutti i prigionieri e li gettarono agonizzanti nella fossa, dopodiché gettarono delle bombe a mano dentro di essa.
Secondo il racconto personale di Vasily Ryabov, uno degli assassini, Elisabetta e gli altri sopravvissero alla caduta nella fossa, costringendo Ryabov a lanciare una granata dietro di loro. Dopo l'esplosione, affermò di aver sentito Elisabetta e gli altri cantare un inno ortodosso dal fondo del pozzo. Innervosito, Ryabov lanciò una seconda granata, ma il canto continuò. Alla fine una grande quantità di sterpaglie fu gettata nella fossa e data alle fiamme.
Nelle prime ore del 18 luglio 1918 il capo della Čeka di Alapaevsk, Abramov, ed il capo del Soviet regionale di Ekaterinburg, Beloborodov, che erano stati coinvolti nell'esecuzione della famiglia imperiale, si scambiarono una serie di telegrammi nei quali pianificarono di dire che la scuola di Alapaevsk era stata attaccata da una "banda non identificata". Un mese dopo, Alapaevsk venne conquistata dall'Armata Bianca dell'ammiraglio Aleksandr Kolčak. Lenin accolse con gioia la notizia della morte di Elisabetta, sottolineando che "la virtù con la corona è un nemico più grande per la rivoluzione mondiale che un centinaio di zar tiranni".

### Destino dei resti

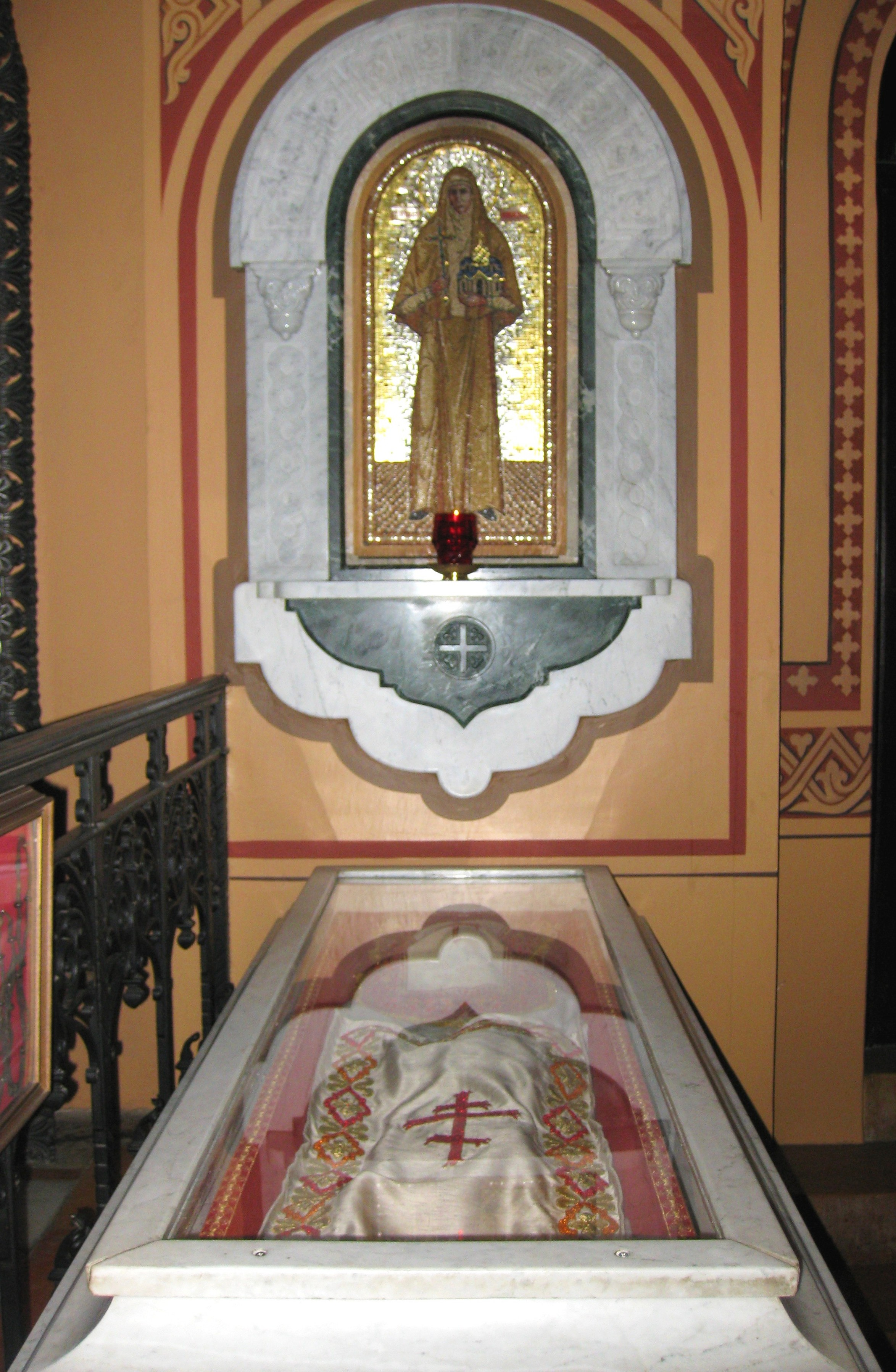
Tomba ed icona mosaico della principessa Elisabetta

L'8 ottobre 1918 i soldati dell'Armata Bianca scoprirono i resti di Elisabetta e dei suoi compagni, ancora all'interno della fossa nella quale erano stati assassinati. Nonostante fossero rimasti lì per quasi tre mesi, i corpi erano in condizioni relativamente buone. Si pensava che la maggior parte fosse morta lentamente a causa di ferite o di fame, piuttosto che a causa del successivo incendio. Elisabetta era morta per le ferite subite nella sua caduta nella miniera, ma prima della sua morte aveva ancora trovato la forza di fasciare la testa del morente principe Ivan con il suo soggolo. Con l'avvicinarsi dell'Armata Rossa, i loro resti furono portati via e sepolti nel cimitero della missione ortodossa russa a Pechino, in Cina. In seguito il corpo di Elisabetta fu portato a Gerusalemme, dove venne tumulato nella chiesa di Maria Maddalena.

### Canonizzazione
Elisabetta fu canonizzata dalla Chiesa Ortodossa fuori dalla Russia nel 1981 e nel 1992 dal Patriarcato di Mosca come Santa martire Elisabetta Feodorovna. I suoi santuari principali sono il convento di Marfo-Mariinsky, che fondò a Mosca, ed il convento di Santa Maria Maddalena sul Monte degli Olivi, che con il marito contribuì a fondare e dove sono custodite le sue reliquie insieme a quelle di suor Varvara Jakovleva

### Commemorazione
È una dei dieci martiri del XX secolo provenienti da tutto il mondo che sono raffigurati nelle statue sopra il grande portale occidentale della abbazia di Westminster, a Londra, ed è anche rappresentata in the restored nave screen installato nella Cattedrale di St Albans nell'aprile 2014.
Una statua a lei dedicata è stata eretta nel giardino del suo convento a Mosca dopo la dissoluzione dell'Unione Sovietica. La sua iscrizione recita: "Alla granduchessa Elisabetta Feodorovna: con pentimento."

### Riabilitazione
L'8 giugno 2009, il Procuratore generale della Russia ha ufficialmente riabilitato Elisabetta Feodorovna insieme ad altri Romanov: Michail Aleksandrovič, Sergej Michajlovič, Ivan Konstantinovič, Konstantin Konstantinovič e Igor' Konstantinovič. "Tutte queste persone sono state sottoposte a repressione sotto forma di arresto, espulsione e trattenute dalla Čeka senza addebito", ha dichiarato un rappresentante dell'ufficio.

## Titoli e trattamento
- 1 novembre 1864 – 15 giugno 1884: Sua Altezza Granducale, la principessa Elisabetta d'Assia e del Reno
- 15 giugno 1884 – 18 luglio 1918: Sua Altezza Imperiale, la granduchessa Elisabetta Fëdorovna di Russia
- 1981 – oggi: Santa Nuova Martire Elisabetta Fëdorovna Romanova[10]

## Ascendenza
|                                   |                                     |                                                 | Genitori                                        |  |  | Nonni |  |  | Bisnonni         |  |  | Trisnonni       |  |
|                                   |                                     |                                                 |                                                 |  |  |       |  |  | Luigi II d'Assia |  |  | Luigi I d'Assia |  |
|                                   |                                     |                                                 |                                                 |  |  |       |  |  | Luigi II d'Assia |  |  | Luigi I d'Assia |  |
|                                   |                                     | Luisa d'Assia-Darmstadt                         |                                                 |  |  |       |  |  | Luigi II d'Assia |  |  |                 |  |
| Carlo d'Assia                     |                                     |                                                 |                                                 |  |  |       |  |  | Luigi II d'Assia |  |  |                 |  |
|                                   |                                     | Guglielmina di Baden                            | Carlo Luigi di Baden                            |  |  |       |  |  |                  |  |  |                 |  |
|                                   |                                     | Guglielmina di Baden                            | Carlo Luigi di Baden                            |  |  |       |  |  |                  |  |  |                 |  |
|                                   |                                     | Guglielmina di Baden                            | Amalia d'Assia-Darmstadt                        |  |  |       |  |  |                  |  |  |                 |  |
| Luigi IV d'Assia                  |                                     | Guglielmina di Baden                            |                                                 |  |  |       |  |  |                  |  |  |                 |  |
|                                   |                                     | Federico Guglielmo Carlo di Prussia             | Federico Guglielmo II di Prussia                |  |  |       |  |  |                  |  |  |                 |  |
|                                   |                                     | Federico Guglielmo Carlo di Prussia             | Federico Guglielmo II di Prussia                |  |  |       |  |  |                  |  |  |                 |  |
|                                   |                                     | Federico Guglielmo Carlo di Prussia             | Federica Luisa d'Assia-Darmstadt                |  |  |       |  |  |                  |  |  |                 |  |
| Elisabetta di Prussia             |                                     | Federico Guglielmo Carlo di Prussia             |                                                 |  |  |       |  |  |                  |  |  |                 |  |
|                                   |                                     | Maria Anna d'Assia-Homburg                      | Federico V d'Assia-Homburg                      |  |  |       |  |  |                  |  |  |                 |  |
|                                   |                                     | Maria Anna d'Assia-Homburg                      | Federico V d'Assia-Homburg                      |  |  |       |  |  |                  |  |  |                 |  |
|                                   |                                     | Maria Anna d'Assia-Homburg                      | Carolina d'Assia-Darmstadt                      |  |  |       |  |  |                  |  |  |                 |  |
| Elisabetta d'Assia-Darmstadt      |                                     | Maria Anna d'Assia-Homburg                      |                                                 |  |  |       |  |  |                  |  |  |                 |  |
|                                   | Ernesto I di Sassonia-Coburgo-Gotha | Francesco Federico di Sassonia-Coburgo-Saalfeld |                                                 |  |  |       |  |  |                  |  |  |                 |  |
|                                   | Ernesto I di Sassonia-Coburgo-Gotha | Francesco Federico di Sassonia-Coburgo-Saalfeld |                                                 |  |  |       |  |  |                  |  |  |                 |  |
|                                   | Ernesto I di Sassonia-Coburgo-Gotha | Augusta di Reuss-Ebersdorf                      |                                                 |  |  |       |  |  |                  |  |  |                 |  |
| Alberto di Sassonia-Coburgo-Gotha | Ernesto I di Sassonia-Coburgo-Gotha |                                                 |                                                 |  |  |       |  |  |                  |  |  |                 |  |
|                                   |                                     | Luisa di Sassonia-Gotha-Altenburg               | Augusto di Sassonia-Gotha-Altenburg             |  |  |       |  |  |                  |  |  |                 |  |
|                                   |                                     | Luisa di Sassonia-Gotha-Altenburg               | Augusto di Sassonia-Gotha-Altenburg             |  |  |       |  |  |                  |  |  |                 |  |
|                                   |                                     | Luisa di Sassonia-Gotha-Altenburg               | Luisa Carlotta di Meclemburgo-Schwerin          |  |  |       |  |  |                  |  |  |                 |  |
| Alice di Gran Bretagna            |                                     | Luisa di Sassonia-Gotha-Altenburg               |                                                 |  |  |       |  |  |                  |  |  |                 |  |
|                                   |                                     | Edoardo Augusto di Hannover                     | Giorgio III del Regno Unito                     |  |  |       |  |  |                  |  |  |                 |  |
|                                   |                                     | Edoardo Augusto di Hannover                     | Giorgio III del Regno Unito                     |  |  |       |  |  |                  |  |  |                 |  |
|                                   |                                     | Edoardo Augusto di Hannover                     | Carlotta di Meclemburgo-Strelitz                |  |  |       |  |  |                  |  |  |                 |  |
| Vittoria del Regno Unito          |                                     | Edoardo Augusto di Hannover                     |                                                 |  |  |       |  |  |                  |  |  |                 |  |
|                                   |                                     | Vittoria di Sassonia-Coburgo-Saalfeld           | Francesco Federico di Sassonia-Coburgo-Saalfeld |  |  |       |  |  |                  |  |  |                 |  |
|                                   |                                     | Vittoria di Sassonia-Coburgo-Saalfeld           | Francesco Federico di Sassonia-Coburgo-Saalfeld |  |  |       |  |  |                  |  |  |                 |  |
|                                   |                                     | Vittoria di Sassonia-Coburgo-Saalfeld           | Augusta di Reuss-Ebersdorf                      |  |  |       |  |  |                  |  |  |                 |  |
|                                   |                                     | Vittoria di Sassonia-Coburgo-Saalfeld           |                                                 |  |  |       |  |  |                  |  |  |                 |  |